# Макс Морлок
Максиміліан (Макс) Морлок (нім. Maximilian "Max" Morlock; 11 травня 1925, Нюрнберг — 10 листопада 1994, Нюрнберг) — німецький футболіст, чемпіон світу 1954 року. Грав на позиції нападника, всю свою професійну кар'єру провів у «Нюрнберзі».
На його честь названо стадіон Макс-Морлок-Штадіон у місті Нюрнберг.

## Біографія
За свою кар'єру зіграв понад 900 матчів і забив більше 700 голів (включаючи ігри та голи за збірну).
У складі збірної ФРН ідеально заміняв Фріца Вальтера, а у фіналі чемпіонату світу 1954 забив перший з трьох голів, що принесли перемогу Німеччини над Угорщиною з рахунком 3:2. У 1961 році отримав титул футболіста року в Німеччині. Офіційно закінчив свою ігрову кар'єру тільки в 1964 році (на той момент йому було 39 років) і зумів зіграти 21 матч в офіційному першому сезоні Бундесліги.
Став чемпіоном світу у 1954 році в складі збірної ФРН, забив один з трьох голів у фіналі.
Помер в 1994 році від раку. На згадку про нього в Нюрнберзі названа площа, а будинок № 1 за цією адресою — офіційна поштова адреса стадіону ФК «Нюрнберг».

## Досягнення
- Чемпіон Німеччини: 1948, 1961
- Чемпіон світу: 1954
- Футболіст року в Німеччині: 1961

## Статистика
Статистика виступів за «Нюрнберг»:
| Сезон    | Чемпіонат | Чемпіонат | Регіональна ліга | Регіональна ліга | Кубок | Кубок | Єврокубки | Єврокубки | Єврокубки |
| Сезон    | Ігри      | Голи      | Ігри             | Голи             | Ігри  | Голи  |           | Ігри      | Голи      |
| -------- | --------- | --------- | ---------------- | ---------------- | ----- | ----- | --------- | --------- | --------- |
| 1941/42  | —         | —         |                  | 6                |       |       |           | —         | —         |
| 1942/43  | 1         | 0         |                  | 45               | 3     | 5     |           | —         | —         |
| 1943/44  | 4         | 2         |                  | 24               | —     | —     |           | —         | —         |
| Гауліга  | 5         | 2         |                  | 75               | 3     | 5     |           | 0         | 0         |
| 1945/46  | —         | —         | 30               | 23               | —     | —     |           | —         | —         |
| 1946/47  | —         | —         | 33               | 26               | —     | —     |           | —         | —         |
| 1947/48  | 2         | 0         | 34               | 30               | —     | —     |           | —         | —         |
| 1948/49  | —         | —         | 30               | 15               | —     | —     |           | —         | —         |
| 1949/50  | —         | —         | 23               | 8                | —     | —     |           | —         | —         |
| 1950/51  | 6         | 1         | 33               | 28               | —     | —     |           | —         | —         |
| 1951/52  | 6         | 6         | 29               | 26               | —     | —     |           | —         | —         |
| 1952/53  | —         | —         | 27               | 20               | 1     | 2     |           | —         | —         |
| 1953/54  | —         | —         | 26               | 18               | 1     | 0     |           | —         | —         |
| 1954/55  | —         | —         | 10               | 5                | 1     | 0     |           | —         | —         |
| 1955/56  | —         | —         | 21               | 9                |       |       |           | —         | —         |
| 1956/57  | 3         | 1         | 27               | 14               |       |       |           | —         | —         |
| 1957/58  | 2         | 1         | 22               | 14               |       |       |           | —         | —         |
| 1958/59  | —         | —         | 30               | 20               |       |       |           | —         | —         |
| 1959/60  | —         | —         | 12               | 5                |       |       |           | —         | —         |
| 1960/61  | 7         | 5         | 30               | 13               |       |       |           | —         | —         |
| 1961/62  | 4         | 2         | 30               | 8                |       |       | КЧ        | 6         | 0         |
| 1962/63  | 7         | 3         | 4                | 4                | 1     | 1     | КК        | 4         | 2         |
| Оберліга | 37        | 19        | 451              | 286              | 4     | 3     |           | 10        | 2         |
| 1963/64  | 21        | 8         | —                | —                | 1     | 1     |           | —         | —         |
| Усього   | 63        | 29        |                  | 361              | 8     | 9     |           | 10        | 2         |

Статистика виступів на чемпіонаті світу 1954 року:
| № | Турнір  | Команда | Рахунок | Суперник  | Автори голів                                                  |
| - | ------- | ------- | ------- | --------- | ------------------------------------------------------------- |
| 1 | ЧС-1954 | ФРН     | 4:1     | Туреччина | Шефер, Клодт, О. Вальтер, Морлок — Мамат                      |
| 2 | ЧС-1954 | ФРН     | 7:2     | Туреччина | О. Вальтер, Шефер (2), Морлок (3), Ф. Вальтер — Ертан, Лефтер |
| 3 | ЧС-1954 | ФРН     | 2:0     | Югославія | Хорват (а/г), Ран                                             |
| 4 | ЧС-1954 | ФРН     | 6:1     | Австрія   | Шефер, Морлок, Ф. Вальтер (2), О. Вальтер (2) — Пробст        |
| 5 | ЧС-1954 | ФРН     | 3:2     | Угорщина  | Морлок, Ран (2) — Пушкаш, Цибор                               |

Статистика виступів у національній збірній:
| Рік    | Ігри | Голи |
| ------ | ---- | ---- |
| 1950   | 1    | 0    |
| 1951   | 3    | 4    |
| 1952   | 3    | 2    |
| 1953   | 4    | 4    |
| 1954   | 8    | 9    |
| 1955   | 3    | 1    |
| 1956   | 2    | 0    |
| 1958   | 2    | 1    |
| Всього | 26   | 21   |